# Contra timp
Contra timp este un film de televiziune bazat pe formatul spaniol "Cuenta atras” și este produs de MediaPro Pictures pentru Pro TV. Producția continuă povestea personajului Călin Boboc din serialul Băieți buni.

## Sinopsis
Proaspăt promovat în funcția de inspector-șef la Crimă Organizată, Călin Boboc (Dragoș Bucur) reia lupta împotriva mafiei alături de Bogdan (Andi Vasluianu), Dobrescu (Ion Sapdaru), Lori (Raluca Aprodu), Maria (Tili Niculae) și de procurorul Iacob (Victor Rebengiuc). Ținta lor este clanul fraților Javela, format din Sandu, actualul cap al grupării, Nicu, fostul lider, și Paris, un gangster mărunt.
În urma unei riscante operațiuni sub acoperire, polițiștii reușesc să-l captureze pe Sandu. Cazul pare aproape finalizat atunci când Paris acceptă să depună mărturie împotriva fratelui său. Însa in momentul în care Lori, colega și fosta iubită a lui Călin, este răpită și amenințată cu moartea, lupta devine o periculoasă cursă contra cronometru. În numai 5 ore, polițiștii trebuie să o salveze pe Lori și să ducă și ancheta la bun sfârșit!

## Distribuție
- Dragoș Bucur - Călin Boboc
- Andi Vasluianu - Bogdan Codrea
- Raluca Aprodu - Lori Ispas
- Tili Niculae - Maria Mocanu
- Ion Sapdaru - Teo Dobrescu
- Victor Rebengiuc - Iacob
- Andrei Finți - Nicu Javela
- Vitalie Ursu - Sandu Javela
- Andrei Aradits - Miricel Javela
- Daniel Popescu - Istronom
- Alex Mărgineanu - vânzătorul de DVD-uri